# Галли, Нанни
Джова́нни Джузе́ппе Джильбе́рто Га́лли (итал. Giovanni Giuseppe Gilberto Galli), более известный как На́нни Га́лли (итал. Nanni Galli, 2 октября 1940, Болонья — 12 октября 2019) — итальянский автогонщик, выступавший в Targa Florio, Ле-Мане и Формуле-1.

## Биография
Родился в семье торговца текстильными изделиями. В автогонках дебютировал в возрасте 24 лет, стартовав в итальянском чемпионате легковых автомобилей на «Mini Cooper», на котором добился максимального результата в 1965 году — 10 побед в своём классе в 10 стартах. В 1966 году перешёл в команду спортивных автомобилей «Альфа-Ромео», в которой выиграл гонку в Муджелло (в экипаже с Люсьеном Бьянки и Нино Ваккареллой) и финишировал вторым в гонке в Имоле и Targa Florio (с Иньяцио Джунти). В 1968 году занял четвёртое место в гонке «24 часа Ле-Мана», на следующий год выступал параллельно в гонках спортивных автомобилей в команде «Альфа-Ромео» и европейском чемпионате Формулы-2 в Tecno.
В 1970—1971 годах стартовал в чемпионате мира Формулы-1 в командах McLaren и March, пользовавшихся заводской поддержкой «Альфа-Ромео», очков не набрал. После ухода «Альфа-Ромео» из Формулы-1 продолжил выступления за Tecno, Ferrari (заменял травмированного Клея Регаццони на Гран-при Франции 1972 года) и Frank Williams Racing Cars, но так ни разу и не сумел финишировать в очковой зоне. В 1974 году некоторое время стартовал в гонках спортивных автомобилей на «Abarth», после чего завершил гоночную карьеру.

## Результаты выступлений в Формуле-1
| Легенда к таблице |                                                                    |
| --- | ------------------------------------------------------------------ |
| В таблице перечислены результаты всех Гран-при Формулы-1, в которых принимал участие гонщик. Строками таблицы являются сезоны, столбцами — этапы чемпионата мира. В каждой клетке указаны сокращённое название этапа и результат, дополнительно обозначенный цветом. Расшифровка обозначений и цветов представлена в нижеследующей таблице. |                                                                    |
| \| Пример \| Описание \| \| ------------ \| ------------------------------------------------------------------ \| \| 1 \| Победитель \| \| 2 \| Второе место \| \| 3 \| Третье место \| \| 5 \| Финишировал, заработав очки \| \| Сход \| Не финишировал, но при этом заработал очки \| \| 12 \| Финишировал, не получив очков \| \| НКЛ \| Финишировал, но не попал в финальную классификацию \| \| 15 \| Участвовал вне зачёта, либо по отдельной классификации \| \| 18 \| Не финишировал, но попал в финальную классификацию \| \| Сход \| Не финишировал \| \| НКВ \| Не прошёл квалификацию \| \| НПКВ \| Не прошёл предквалификацию \| \| ДСК \| Дисквалифицирован \| \| ИСК \| Исключён из протокола соревнований \| \| ТТ \| Заявлен для участия только в тренировках \| \| НС \| Участвовал в квалификации, но не стартовал в гонке \| \| Т \| Травмирован или болен \| \| ОТК \| Отказ от участия \| \| НТР \| Прибыл на соревнования, но на трассу не выезжал \| \| НПР \| Был заявлен в числе участников, но не прибыл к началу соревнований \| \| О \| Соревнования отменены \| \| \| Не участвовал \| \| Поул-позиция \| \| \| Быстрый круг \| \| |                                                                    |
| Пример | Описание                                                           |
| 1 | Победитель                                                         |
| 2 | Второе место                                                       |
| 3 | Третье место                                                       |
| 5 | Финишировал, заработав очки                                        |
| Сход | Не финишировал, но при этом заработал очки                         |
| 12 | Финишировал, не получив очков                                      |
| НКЛ | Финишировал, но не попал в финальную классификацию                 |
| 15 | Участвовал вне зачёта, либо по отдельной классификации             |
| 18 | Не финишировал, но попал в финальную классификацию                 |
| Сход | Не финишировал                                                     |
| НКВ | Не прошёл квалификацию                                             |
| НПКВ | Не прошёл предквалификацию                                         |
| ДСК | Дисквалифицирован                                                  |
| ИСК | Исключён из протокола соревнований                                 |
| ТТ | Заявлен для участия только в тренировках                           |
| НС | Участвовал в квалификации, но не стартовал в гонке                 |
| Т | Травмирован или болен                                              |
| ОТК | Отказ от участия                                                   |
| НТР | Прибыл на соревнования, но на трассу не выезжал                    |
| НПР | Был заявлен в числе участников, но не прибыл к началу соревнований |
| О | Соревнования отменены                                              |
| | Не участвовал                                                      |
| Поул-позиция |                                                                    |
| Быстрый круг |                                                                    |

| Сезон | Команда                    | Шасси           | Двигатель  | Ш | 1        | 2     | 3       | 4        | 5        | 6        | 7        | 8      | 9        | 10       | 11       | 12  | 13  | 14  | 15  | Место | Очки |
| ----- | -------------------------- | --------------- | ---------- | - | -------- | ----- | ------- | -------- | -------- | -------- | -------- | ------ | -------- | -------- | -------- | --- | --- | --- | --- | ----- | ---- |
| 1970  | Bruce McLaren Motor Racing | McLaren M7D     | Alfa-Romeo | G | ЮАР      | ИСП   | МОН     | БЕЛ      | НИД      | ФРА      | ВЕЛ      | ГЕР    | АВТ      | ИТА НКВ  | КАН      | США | МЕК |     |     | -     | 0    |
| 1971  | STP March                  | March 711       | Alfa-Romeo | F | ЮАР      | ИСП   | МОН НКВ | НИД Сход |          |          | ГЕР 12   | АВТ 12 |          |          |          |     |     |     |     | -     | 0    |
| 1971  | STP March                  | March 711       | Cosworth   | F |          |       |         |          | ФРА НС   | ВЕЛ 11   |          |        | ИТА Сход | КАН 16   | США Сход |     |     |     |     | -     | 0    |
| 1972  | Martini Racing Team        | Tecno PA123     | Tecno      | F | АРГ      | ЮАР   | ИСП     | МОН      | БЕЛ Сход |          | ВЕЛ Сход | ГЕР    | АВТ НКЛ  | ИТА Сход | КАН      | США |     |     |     | -     | 0    |
| 1972  | Scuderia Ferrari           | Ferrari 312 B   | Ferrari    | F |          |       |         |          |          | ФРА 13   |          |        |          |          |          |     |     |     |     | -     | 0    |
| 1973  | Frank Williams Racing Cars | Politoys FX3B   | Cosworth   | F | АРГ Сход | БРА 9 | ЮАР     |          |          |          |          |        |          |          |          |     |     |     |     | -     | 0    |
| 1973  | Frank Williams Racing Cars | Iso-Marlboro IR | Cosworth   | F |          |       |         | ИСП 11   | БЕЛ Сход | МОН Сход | ШВЕ      | ФРА    | ВЕЛ      | НИД      | ГЕР      | АВТ | ИТА | КАН | США | -     | 0    |